# Melanagromyza normalis
Melanagromyza normalis är en tvåvingeart som beskrevs av Spencer 1962. Melanagromyza normalis ingår i släktet Melanagromyza och familjen minerarflugor. Inga underarter finns listade i Catalogue of Life.